# 이형근 (역도 선수)
이형근(李亨根, 1964년 12월 7일~2022년 9월 4일)은 대한민국의 역도 선수, 지도자이다. 1988년 하계 올림픽 남자 라이트헤비급에서 동메달을 획득했다. 은퇴 후에는 해태 역도단 코치를 거쳐 1996년부터 2022년까지 대한민국 역도 대표팀을 지도했다.
2022년 4월에 2022년 세계 주니어 선수권 대회 당시 대한민국 주니어 대표팀 단장을 지냈으며 같은 해 5월 말 자택에서 심정지로 쓰러졌고, 뇌사 상태에 빠졌다. 이후 9월 4일에 사망하였다.

## 수상

### 수훈
- 체육훈장 청룡장(2005년 3월 25일)
- 체육훈장 거상장(1988년 10월 5일)
- 체육훈장 백마장(1985년 5월 9일)

## 가족 관계
- 배우자: 한은주
  - 아들: 이혁진
  - 딸: 이지현